# Dámaso Marte
Dámaso Marte Saviñón (nacido el 14 de febrero de 1975 en Santo Domingo) es un ex lanzador actualmente predicador evangélico, relevista dominicano de Grandes Ligas que actualmente está retirado de las Grandes Ligas y del mundo del Beisból. Anteriormente lanzó para los Marineros de Seattle (1999), Piratas de Pittsburgh (2001, 2006-2008) y Medias Blancas de Chicago (2002-2005).

## Carrera

### Seattle Mariners
Marte fue firmado como amateur por los Marineros de Seattle en 1992. Hizo su debut en Grandes Ligas el 30 de junio de 1999, contra los Atléticos de Oakland.

### Pittsburgh Pirates
El 16 de noviembre de 2000, Marte firmó con los Yanquis de Nueva York, pero fue cambiado a los Piratas de Pittsburgh el 13 de junio de 2001, por su compatriota Enrique Wilson. En su debut con los Piratas, lanzó tres innings permitiendo sólo un hit. Llegó a lanzar 14 entradas en la que sólo permitió una carrera y ponchó a cinco bateadores de los Rojos de Cincinnati.

### Chicago White Sox
El 27 de marzo de 2002, Marte, junto con Edwin Yan fueron cambiado a los Medias Blancas de Chicago a cambio de Matt Guerrier. En el año 2003, disfrutó de su primera temporada en Grandes Ligas con más éxito, en la que se fue de 4-2 con una efectividad de 1.58 en 79.7 entradas lanzadas en las que ponchó a 87 bateadores. Continuó su éxito en 2004 cuando mantuvo a los batadores opositores en un promedio de .217 y los bateadores zurdos en un promedio de .143. También igualó su mejor marca personal de ponches en un juego con 5 contra los Marlins de Florida.
Un logro notable para él fue ser el lanzador ganador en el juego más largo en la historia de la Serie Mundial, el Juego 3 de la Serie Mundial de 2005. En ese juego, lanzó 1.2 entradas sin permitir anotaciones y ponchó a tres bateadores en la entrada 14 para llevarse la victoria contra los Astros de Houston.

### Segunda militancia con los Piratas de Pittsburgh
El 13 de diciembre de 2005, los Medias Blancas negociaron a Marte de vuelta a los Piratas de Pittsburgh a cambio de Rob Mackowiak. Dámaso hizo tres apariciones como relevista en el Clásico Mundial de Béisbol para la República Dominicana en 2006. Llegando la temporada regular, pasó a sufrir un poco en donde perdió siete partidos consecutivos como relevista, pero todavía mantenía un promedio de ponches por cada nueve entradas lanzadas de 9.7. En 2007, gozó de cierto éxito, manteniendo a los bateadores zurdos en un promedio de bateo de .094. Asimismo, no permitió hits en 32 turnos al bate consecutivos contra los zurdos, pasando a ser la racha más larga de sin batear hit de manera consecutiva por turnos al bate de un bateador zurdo en contra de cualquier lanzador de las Grandes Ligas. Por una temporada, después de una lesión de Matt Capps, Marte fue el lanzador cerrador de los Piratas, y tuvo bastante éxito. Durante su temporada como taponero, fue cambiado a los Yankees de Nueva York.

### New York Yankees
El 26 de julio de 2008, Marte y Xavier Nady fueron canjeados a los Yanquis por cuatro jugadores de ligas menores José Tabata, Ross Ohlendorf, Jeff Karstens y Daniel McCutchen. En su debut con los Yankees, relevó a José Veras, y se enfrentó a David Ortiz, quien se ponchó tirándole.
Después de la temporada 2008, los Yankees se negaron a la opción de Marte. Sin embargo, lo volvieron a firmar con un nuevo contrato de tres años con una opción para un cuarto año.
Después de una decepcionante temporada regular en la que Marte tuvo efectividad de 9.45, demostró un rendimiento extraordinario para los Yankees en los playoffs. Después de un tambaleante primer out en el Juego 2 de la Serie Divisional de la Liga Americana de 2009, en la que entregó dos sencillos consecutivos a los Mellizos de Minnesota antes de ser relevado, Marte retiró a los doce bateadores restantes que enfrentó durante la postemporada. Durante el Juego 6 de la Serie Mundial de 2009, Marte se enfrentó a los estelares bateadores de los Filis de Filadelfia Chase Utley y Ryan Howard, ponchando a dos de ellos con un mínimo de 6 lanzamientos. Marte y los Yankees ganaron el Juego 6.
Marte se perdió gran parte de la temporada 2010 por una lesión. Se sometió a cirugía en el hombro al final de la temporada 2010 y puede perderse toda la temporada 2011. A finales de junio, Marte empezó a jugar a la pelota en su camino hacia la recuperación. Se convirtió en agente libre al final de la temporada 2011 luego de que los Yankees declinaran su opción de 2012 y le pagaran unos $250,000 dólares.